# Anaea elzunia
Anaea elzunia är en fjärilsart som beskrevs av Felix Bryk 1953. Anaea elzunia ingår i släktet Anaea och familjen praktfjärilar. Inga underarter finns listade i Catalogue of Life.